# Vincze Géza (irodalomtörténész)
Vincze Géza (Kalotaszentkirály, 1889. április 12. – Budapest, 1964. június 3.) filológus, irodalomtörténész.

## Élete
Vincze Géza 1889. április 12-én Erdélyben, Kalotaszentkirályon született református családban. Édesapja Vincze Ferenc, helyi elemi iskolai tanító, később igazgató volt, édesanyja ugyancsak ott volt tanító.
Elemi iskoláit Kalotaszentkirályon végezte, majd a kolozsvári református kollégium növendéke lett. 1907-ben érettségizett. Ugyanez év őszétől pedig a kolozsvári Református Theológiai Akadémia és a kolozsvári Tudományegyetem hallgatója lett. Az akadémiai évfolyamtársai voltak Révész Imre, Gönczy Lajos, Mátyás Ernő is, a bölcsészkaron pedig a fölötte levő évfolyamra járt Áprily Lajos és Berde Mária is. 1911-ben diplomát szerzett mindkét helyen.
Pályáját segédlelkészként kezdte, Kolozsváron, Istvánházán, Cegőtelkén, később 1912–1915 között pedig Fogarason dolgozott. 1915-ben szentelték fel rendes lelkésznek és egyúttal a marosszentimrei rendes lelkészi állásba is beiktatták, ahol egészen 1922-ig dolgozott, ekkor kérte áthelyezését Magyarországra, Győrbe, ahol egy évet töltött el, innen Budapestre került és itt töltötte a további éveket is kisebb megszakítással, 1928-tól 1931-ig a Komárom megyei Nagyigmándon látott el rendes lelkészi állást.
Budapesten töltött évei alatt már nemcsak mint segédlelkész vagy rendes lelkész munkálkodott, életében ekkor nagy szerepet játszott a tanítás is. Több gimnázium hitoktatója volt. 1950-ben vonult nyugdíjba. 1964. június 3-án halt meg Budapesten.
Irodalomtörténeti tanulmányaiban főleg Ady Endre munkásságával foglalkozott, mellette Móricz Zsigmond, Áprily Lajos, Kós Károly munkássága is témája volt. Vincze Géza apai ágon Ady Endre másod-unokatestvére volt. Adyval való személyes kapcsolatáról, találkozásaikról, az Ady halála utáni évekről és a Pásztor Máriával eltöltött időről vall A Kalota partján című gyűjteményében, mely kéziratos formában maradt fenn.

## Főbb művei
- Igehirdető poéták-poéta igehirdetők (Budapest 1926, tanulmány)
- A Kalota partján (kézirat)